# Буркхард IX фон Залдерн
Буркхард IX фон Залдерн (на немски: Burchard von Saldern; * 8 август 1568 в Платенбург; † 15 декември 1635 в Залден) е благородник от род Залдерн в Херцогство Брауншвайг, господар на Вилснак, Залдер (част от Залцгитер) и Платенбург.
Той е син на Зигфрид фон Залдерн († 1575), господар на Залдер, Платенбург, Вилснак, и съпругата му Луция фон дем Кнезебек, дъщеря на Ахац фон дем Кнезебек-Лангапел († 1564) и Мете фон Плесен (* 1523). Внук е на Якоб фон Залдерн ( † 1516) и Маргарета фон Дорщадт. Брат му Якоб III фон Залдерн (1571 – 1602) е господар в Платенбург Залдер и Ротенбург.
Фамилията получава през 1552 г. чрез оберст-кемерер Матиас фон Залдерн (1508 – 1575) от бранденбургския курфюрст Йоахим II водния замък Платенбург, който с териториите около него остава до 1945 г. собственост на фамилията фон Залдерн.
Буркхард и двама негови братя имат през 1587 г. конфликт с херцог Юлий фон Брауншвайг.
Буркхард IX фон Залдерн умира на 67 години на 15 декември 1635 г. в Залден.

## Фамилия
Буркхард IX фон Залдерн се жени на 12 януари 1595 г. за Анна фон Клитцинг (* ок. 1578; † 3 октомври 1598 на ок. 20 години), дъщеря на Андреас фон Клитцинг-Демертин (ок. 1526 – 1586) и Катарина фон Опен (1553 – 1621). Те имат две дъщери:
- Елизабет Луция фон Залдерн (* 1596, Палтенбург; † 30 януари 1631), омъжена 1616 г. за Йоахим Вернер фон Алвенслебен (* 8 януари 1591 в Еркслебен; † 5 януари 1639 в Гарделеген)
- Анна фон Залдерн (1597 – 1628), омъжена за Георг фон Винтерфелд, господар на Далмин (1580 – 1657)

Буркхард фон Залдерн се жени втори път на 2 юни 1606 г. за Агнес фон дер Шуленбург (* 6 август 1578; † 19 април 1626 в Берлин, погребана в Мариенкирхе, Берлин), дъщеря на Вернер XVII фон дер Шуленбург (1541 – 1581) и Берта София фон Бартенслебен († 1606). Те имат две дъщери:
- Урсула Сабина фон Залдерн (* ок. 1610; † ок. 1680), омъжена ок. 1630 г. за Фридрих фон Моелендорф, господар на Хоенгьорен (ок. 1600 – 1665)
- Берта София фон Залдерн (* ок. 1610; † 3 юни 1670), омъжена за Гебхард XXIV фон Алвенслебен ( * 15 юни 1591, Лангенщайн; † 18 януари 1667, Хундисбург),